# Klaus Schwabe (sculpteur)
Pour les articles homonymes, voir Schwabe.
Ne doit pas être confondu avec Klaus Schwabe (historien).
Klaus Schwabe (né le 8 septembre 1939 à Unterweißbach et mort le 11 octobre 2017 à Leipzig) est un sculpteur et graphiste allemand.

## Biographie

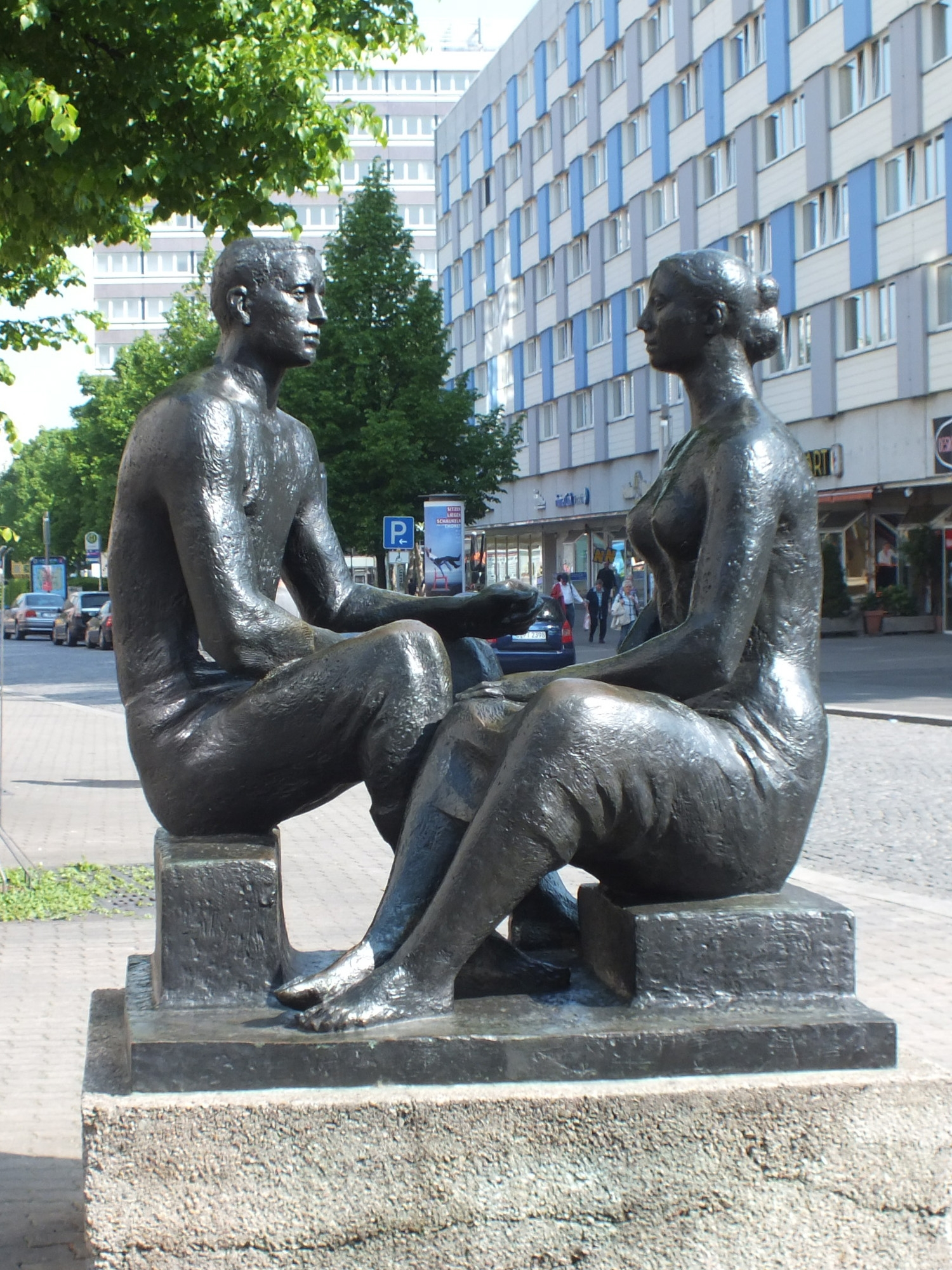
Jeune couple (1968).

De 1953 à 1956, Klaus Schwabe suit une formation de sculpteur céramiste à Sitzendorf, proche de sa ville natale. De 1956 à 1960, il étudie à l'École technique des arts appliqués (de) de Leipzig, notamment auprès de Hellmuth Chemnitz (de). Ce diplôme lui donne droit à un diplôme universitaire, que Schwabe étudie de 1960 à 1965 à l'École supérieure des beaux-arts de Dresde. Il y est l'élève, entre autres, de Walter Arnold, Gerd Jaeger (de), Hans Steger (de) et Herbert Naumann (de).
À partir de 1965, il travaille comme sculpteur indépendant à Leipzig. De 1969 à 1972, il enseigne la sculpture à l'académie du soir de l'Académie des arts visuels de Leipzig (HGB).
À 31 ans, avec Frank Ruddigkeit (de) et Rolf Kuhrt, il remporte  le concours pour l'aménagement pictural de l'Université de Leipzig avec le relief en bronze "Aufbruch" (de) (relief de Marx), entre autres contre Bernhard Heisig (de).
À partir de 1972, il est chargé de cours de création plastique à la HGB, classe spécialisée en peinture et graphisme. En 1983, Schwabe obtient un poste de maître-assistant à l'École supérieure des beaux-arts de Dresde, où il est nommé maître de conférences en 1984 et professeur en 1986. De 1983 à 1993, il dirige une classe de sculpture à l'université de Dresde. Parmi ses étudiants figurent Gudrun Oltmanns (de), Thomas Reichstein (de), Holger Lippmann (de), Steffen Bachmann, Jens Engelhardt et Ingo Garschke. À partir de 1993, Schwabe travaille de nouveau en indépendant à Leipzig.
Schwabe est membre de l'Association des artistes visuels de la RDA (de), de 1979 à 1991 président de la section sculpteur et à partir de 1988 vice-président de l'association.
Sa tombe se trouve au cimetière sud de Leipzig.

## Œuvres (sélection)
- 1968 "Jeune couple", sur l'ancienne Sachsenplatz (de), aujourd'hui Reichsstraße, à Leipzig, commande du VEB Kombinat Gießereianlagenbau und Gußerzeugnisse (GISAG) Leipzig
- 1969 "Dans l'eau", relief en béton dans l'ancienne piscine de Leipzig-Großzschocher,
- 1970–1974 Relief en bronze "Aufbruch" (relief de Marx), anciennement sur le portail du bâtiment principal de l'Université de Leipzig (avec Frank Ruddigkeit (de) et Rolf Kuhrt)
- 1975 "Nageur", sculpture en bronze devant la piscine sportive sur l'Elster à Leipzig- Kleinzschocher
- 1980 Buste de Georg Schumann (de) pour l'école Georg Schumann de Leipzig
- 1981 Participation au mur en relief "Lied des Lebens" au Centre de Culture et de Congrès de Gera (de)
- 1987 "Famille menacée", Straße der Skulpturen (de) à Saint-Wendel
- 2000 "Stele", à la maison des sources de la Fondation Sylt à Rantum sur Sylt
- 2002 Pierre tombale de l'artiste de cabaret Jürgen Hart au cimetière du Sud de Leipzig
- 2006 " Sitzstein ", premier Markkleeberger plein air pour la sculpture sur pierre 2006, sur le chemin circulaire supérieur est autour du lac de Markkleeberg
- 2011 Panneau en relief pour Lene Voigt dans la Kupfergasse à Leipzig
- 2013 Pierre tombale de l'artiste de cabaret Christian Becher (de) au cimetière sud de Leipzig
- de nombreuses petites sculptures dans divers musées

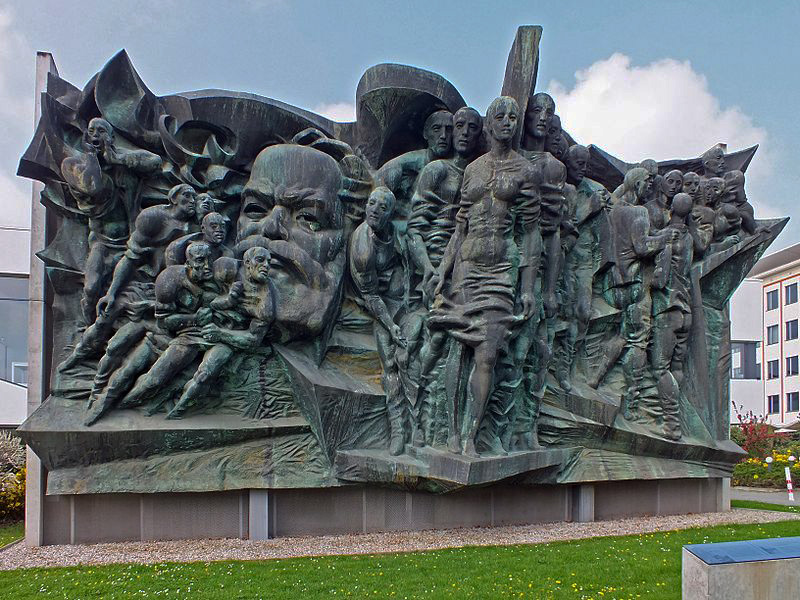
Relief Aufbruch (1970–1974), maintenant sur le campus Jahnallee.
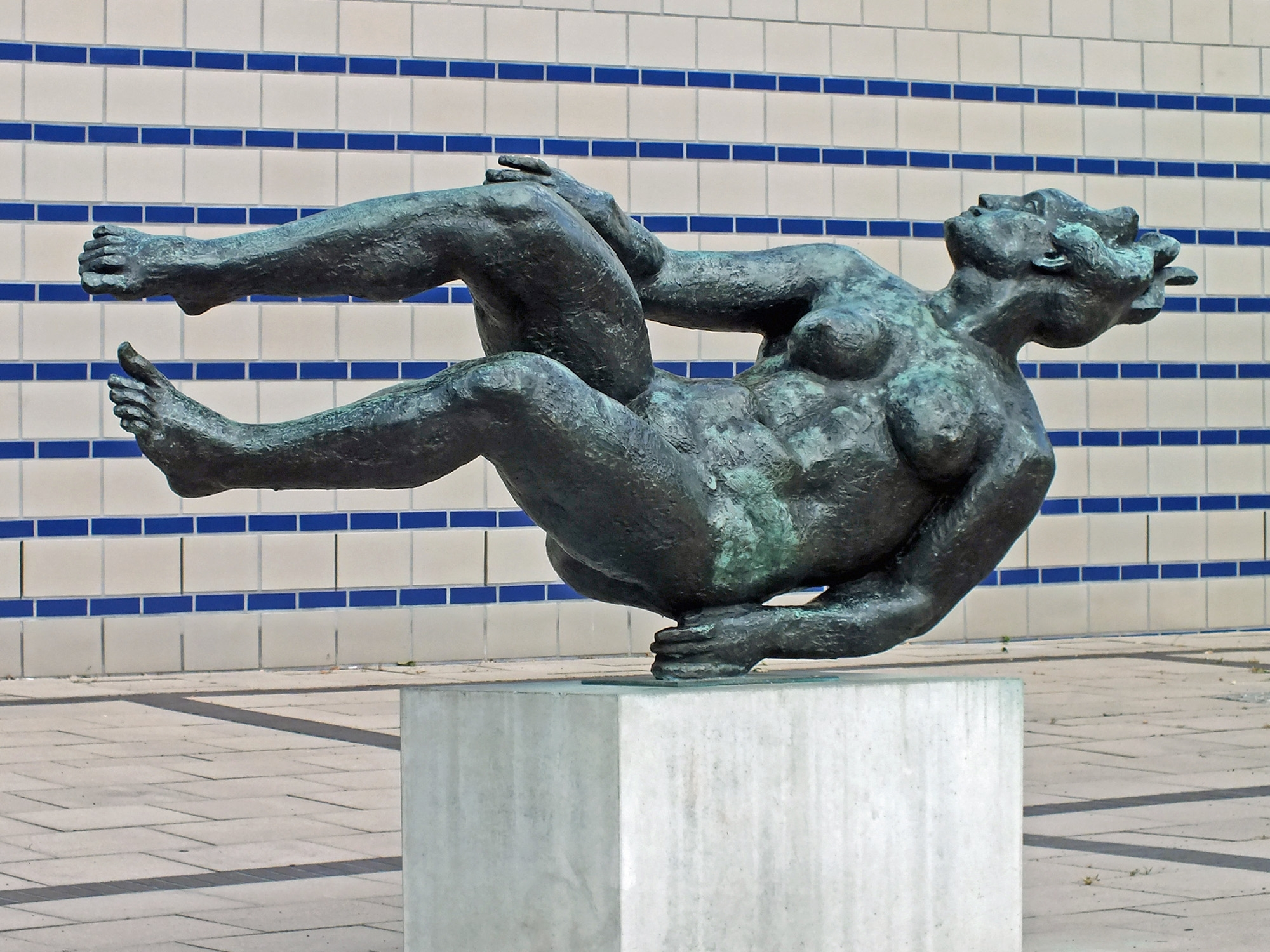
Nageuse (1975).
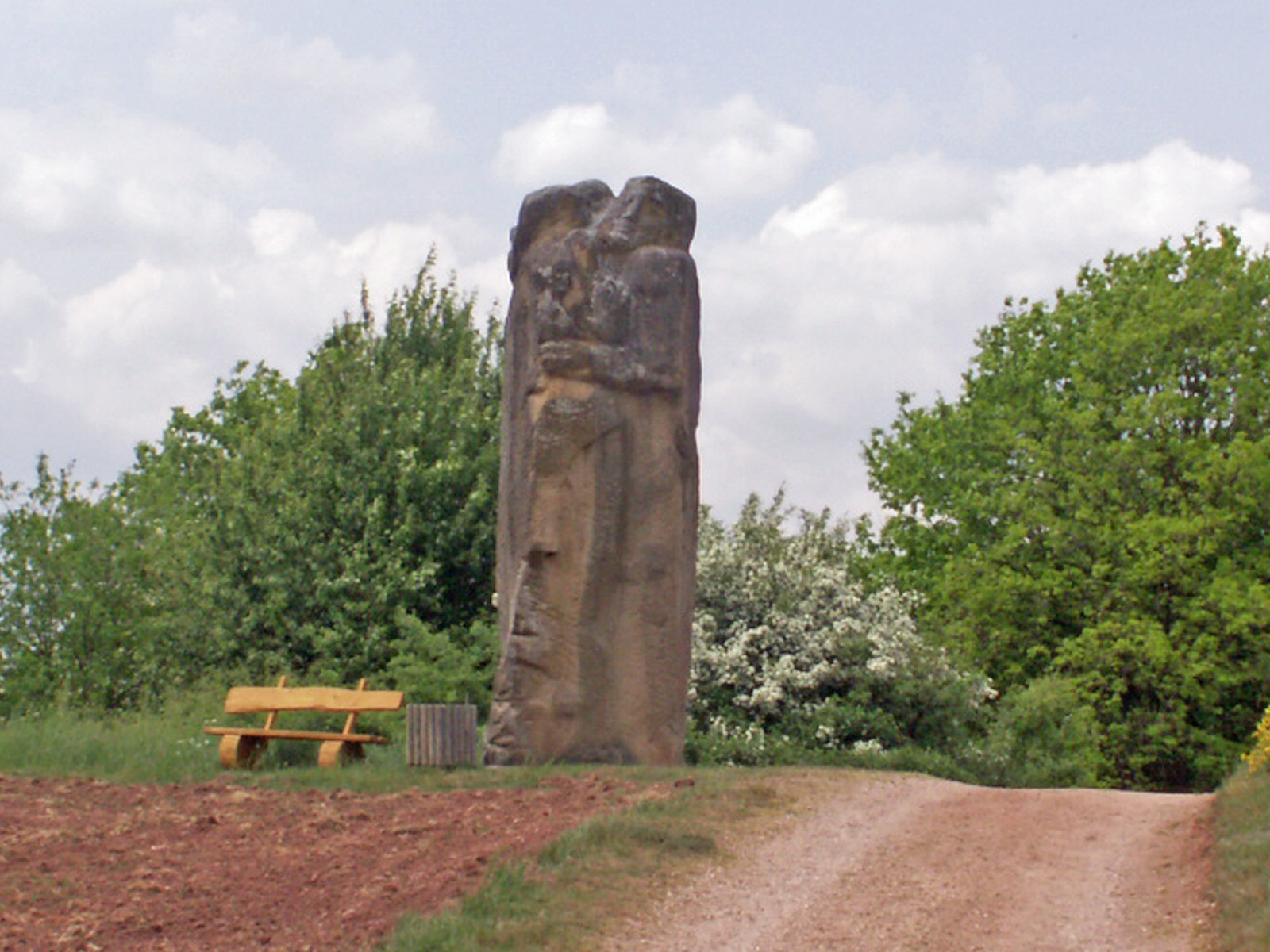
Famille menacée (1987).
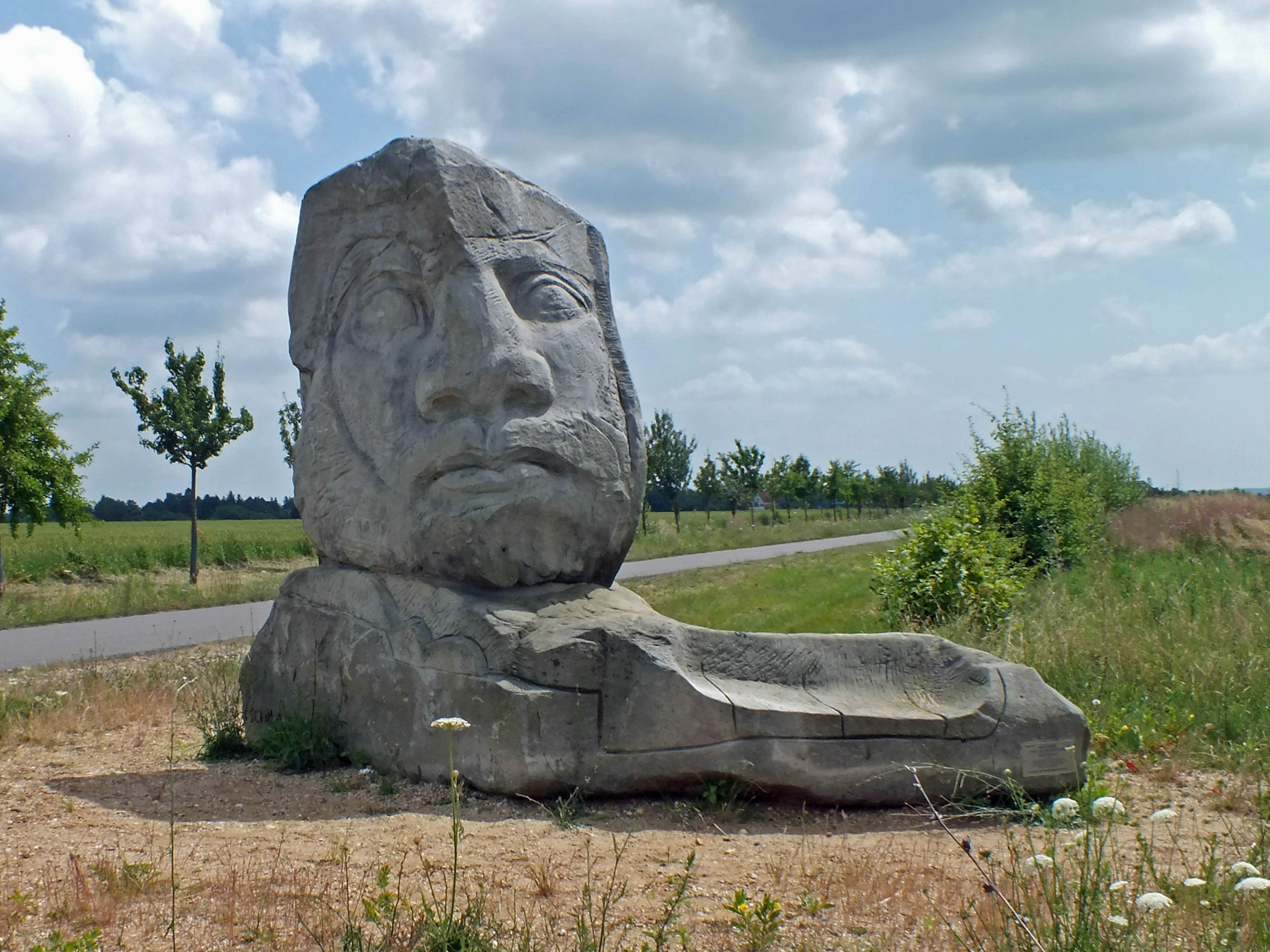
Sitzstein,  sur le circuit supérieur autour du lac de Markkleeberg (2006).
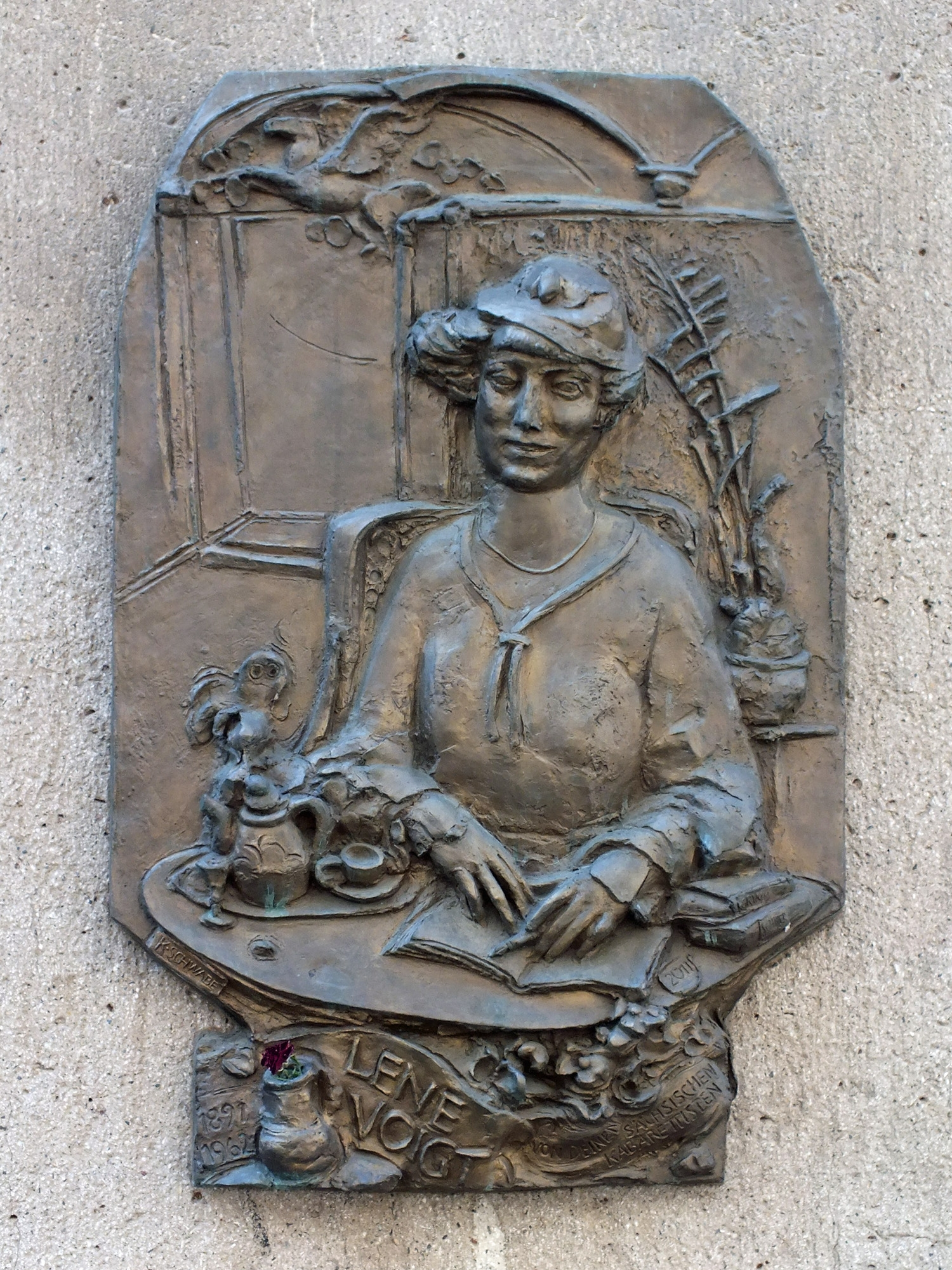
Relief en bronze à la mémoire de Lene Voigt (2011).
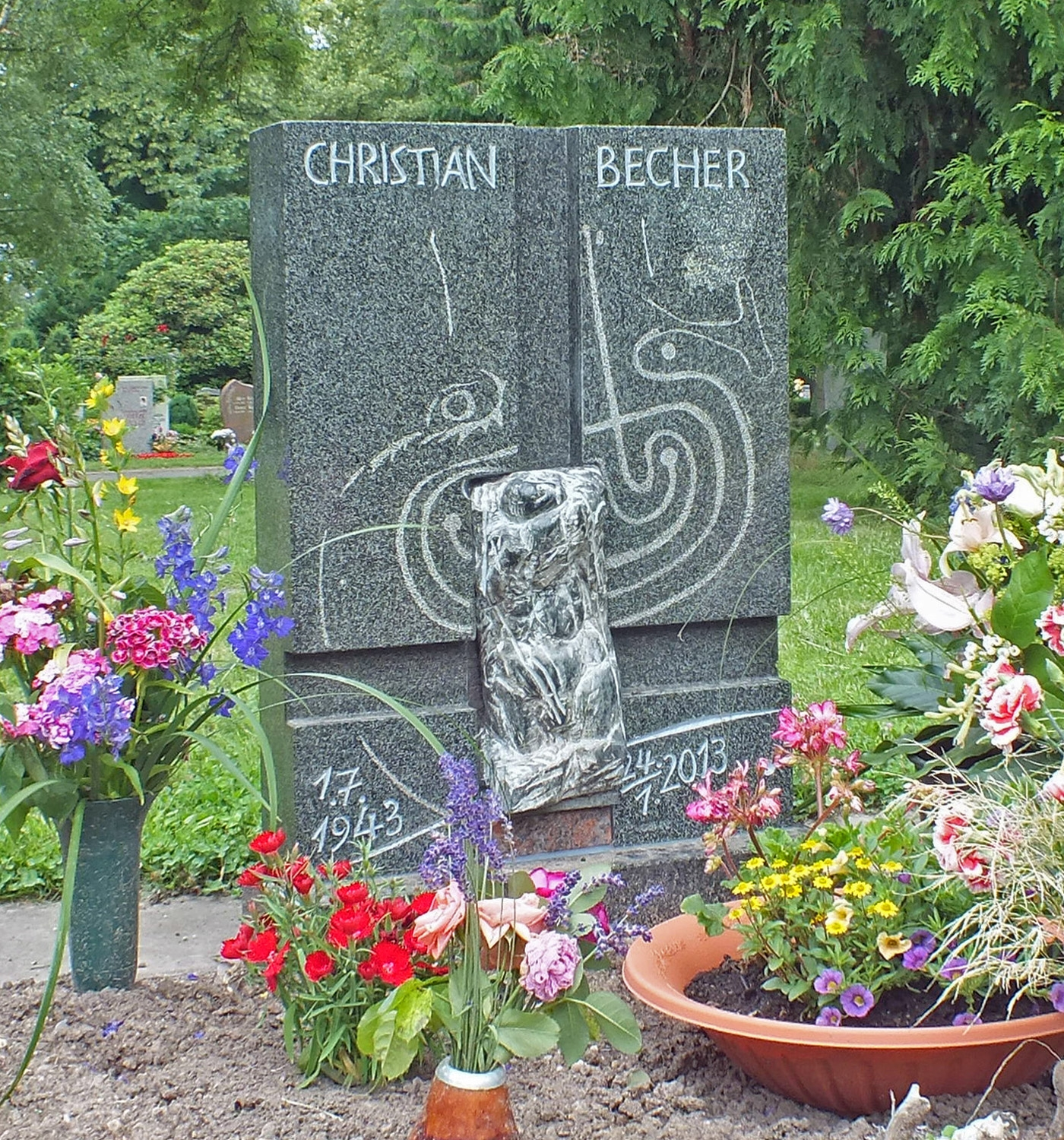
Tombe de Christian Becher (de) (2013).